# Chablis (tổng)
Tổng Chablis là một tổng của Tỉnh của Yonne của Pháp.

## Phân chia hành chính
Tổng Chablis bao gồm các xã sau:
- Aigremont;
- Beine;
- Chablis;
- Chemilly-sur-Serein;
- Chichée;
- Chitry;
- Courgis;
- Fontenay-près-Chablis;
- Lichères-près-Aigremont;
- Préhy;
- Saint-Cyr-les-Colons.